# Siergiej Bułatow
Siergiej Aleksandrowicz Bułatow (ur. 1972) – rosyjski piłkarz (napastnik) oraz trener piłkarski.

## Życiorys
Urodził się w Jekaterynburgu, wówczas Swierdłowsk.
Wychowanek miejscowego klubu Urałmasz, grał jako napastnik. Często zmieniał kluby, wystąpił w barwach m.in. w Bałtiki Kaliningrad (1994–1997), Rubina Kazań i Tereka Grozny (2002).
Po zakończeniu kariery piłkarskiej został trenerem. Pierwszym klubem jaki samodzielnie prowadził było Dinamo Briańsk w 2009. W 2012 na krótko pełnił obowiązki trenera Urału Jekaterynburg.